# Донецкий национальный медицинский университет
Доне́цкий национа́льный медици́нский университе́т и́мени М. Го́рького (укр. Донецький національний медичний університет) — высшее учебное заведение в Донецке Донецкой области Украины.  Основан 25 ноября 1930 года.
В рамках университета работают интернатура, магистратура, клиническая ординатура, аспирантура, докторантура, курсы повышения квалификации врачей, 8 факультетов, 82 кафедры, 115 клинических баз, НИИ травматологии и ортопедии, НИИ медико-социальных проблем семьи, университетская клиника. В университете на начало 2008 года работали 985 научно-педагогических специалистов, из них 1 член-корреспондент АН (профессор И. В. Комиссаров), 2 академика НАМНУ (профессора В. Н. Казаков и Г. В. Бондарь), 8 членов-корреспондентов НАМНУ, 9 академиков АНВШ, 186 докторов наук и профессоров, 660 доцентов и кандидатов наук. Обучалось около 5000 студентов, ежегодно повышали квалификацию более 7000 врачей. За годы существования университета подготовлено более 50 000 специалистов. Диплом об окончании ДонНМУ получили 2057 иностранных граждан из 85 стран мира.
На территории университета установлены бюст и памятник Максиму Горькому и памятник медицинским работникам, погибшим в годы Великой Отечественной войны.

## История
Основан в июне 1930 года как Сталинский медицинский институт (СМИ). Первым директором института был назначен И. Я. Олимпиев.
На общих производственно-комсомольских сборах сотрудников и студентов в 1934 году принято решение о присвоении вузу имени Максима Горького. Первый выпуск врачей состоялся в 1935 году.
В 1937—1938 годах обязанности директора института исполнял профессор И. Д. Ионин, дальше и до начала войны — доцент В. М. Шейкин.
В 1939 году были открыты педиатрический и санитарно-гигиенический факультеты. Во время Великой Отечественной войны институт продолжал работать. С сентября 1943 года до марта 1944 года обязанности ректора исполнял профессор А. И. Войнар, в 1944—1951 годах — профессор Л. М. Кузьменко, 1951—1964 годах — профессор А. М. Ганичкин.
В 1959 году открыты лечебный факультет с вечерней формой обучения и подготовительное отделение для рабочей молодёжи, в 1963 году — ещё два самостоятельных факультета: стоматологический и усовершенствования врачей.
В 1973 году организован деканат по работе с иностранными студентами.
С 1964 по 1985 год ректором института был профессор Г. П. Кондратенко.
В 1991 году начали работу подготовительные курсы для иностранных граждан.
С 1985 год по 4 июня 2010 года вузом руководил академик НАМНУ, заслуженный деятель науки и техники, профессор В. Н. Казаков. 14 октября 2010 года ректором ДонНМУ назначен член-корр. НАМНУ, проф. Ю. В. Думанский.
В 1992 году состоялась реорганизация факультетов — образованы медицинские факультеты № 1, 2, 3, международный медицинский факультет. В 1993 году открыт факультет «Сестринское дело», медицинский лицей.
В марте 1995 года Верховная Рада Украины внесла Донецкий медицинский университет им. М. Горького в перечень предприятий и организаций, приватизация которых запрещена в связи с их общегосударственным значением.
В 2005 году ДонНМУ присоединился к Болонскому процессу, что повлекло изменения в системе образования, принятой в вузе.
В 2014 году агентство «Эксперт РА» присвоило ВУЗу рейтинговый класс «С» означающий «высокий уровень» подготовки выпускников.
После начала войны Министерство образования Украины переместило ДонНМУ в город Краматорск (сайт: https://dnmu.edu.ua/ru/kontakty-speczializovanoyi-vchenoyi-rady/). В письме к ректорам медицинских вузов ректор ДонНМУ член-корреспондент НАМНУ, профессор Ю. В. Думанский, акцентирует внимание на том, что ДНР «проводит незаконную и противоправную деятельность в городе Донецке». Часть студентов перевелась в другие медицинские вузы Украины. Часть преподавательского коллектива и студентов остались в Донецке.
С 2018 года университетом руководил доктор медицинских наук, профессор, заслуженный деятель науки и техники Украины, лауреат Государственной премии Украины в области науки и техники и Премии АМНУ, профессор Петр Геннадьевич Кондратенко. Часть сотрудников ДонНМУ были перемещены в г. Лиман. Кроме этого, функционируют факультеты в г. Кропивницкий и г. Мариуполь.

## Факультеты и институты
- Медицинский факультет №1
- Медицинский факультет №2
- Медицинский
- Факультет фармации и стоматологии
- Медико профилактический
- Учебно-научный институт последипломного образования

## Специальности
- лечебное дело
- педиатрия
- фармация
- стоматология

## Журналы ДонНМУ
- Архив клинической и экспериментальной медицины. Дата обращения: 27 июня 2010. Архивировано из оригинала 29 ноября 2012 года.
- Вестник гигиены и эпидемиологии. Дата обращения: 27 июня 2010. Архивировано из оригинала 29 ноября 2012 года.
- Вестник неотложной и восстановительной медицины
- Журнал дерматовенерологии и косметологии им. Н. А. Торсуева
- Журнал психиатрии и медицинской психологии. Дата обращения: 27 июня 2010. Архивировано из оригинала 29 ноября 2012 года.
- Здоровье ребенка. Дата обращения: 27 июня 2010. Архивировано из оригинала 29 ноября 2012 года.
- Медико-социальные проблемы семьи
- Международный вестник медицины. Дата обращения: 27 июня 2010. Архивировано из оригинала 29 ноября 2012 года.
- Нейронауки: теоретические и клинические аспекты. Дата обращения: 27 июня 2010. Архивировано из оригинала 29 ноября 2012 года.
- Травма
- Университетская клиника

## Почётные известные выпускники ДонНМУ
- Бабенко, Георгий Авксентьевич — академик, учёный-биохимик, педагог, ректор Ивано-Франковского национального медицинского университета, доктор медицинских наук (1960), профессор (1961).
- Кнышов, Геннадий Васильевич — академик Российской Академии Медицинских Наук, НАНУ, АМНУ, директор Института сердечно-сосудистой хирургии им. Н.Амосова (с 1988).
- Генна́дий Григо́рьевич Они́щенко — российский государственный деятель, политик и врач-эпидемиолог. Депутат Государственной думы Федерального собрания Российской Федерации VII созыва, первый заместитель председателя комитета по образованию и науке с 5 октября 2016 года, член комиссии Государственной Думы по правовому обеспечению развития организаций оборонно-промышленного комплекса Российской Федерации, член фракции «Единая Россия».[5]
- Ива́н Ива́нович Ма́вров — советский и украинский врач. Доктор медицинских наук, профессор, директор Института дерматологии и венерологии АМН Украины (1977—2009), заведующий кафедрой кожных и венерических болезней.
- Михаи́л Ма́ркович Ковалёв  — украинский советский хирург, профессор (1961), заслуженный деятель науки УССР (1966). Ректор Черновицкого медицинского института (1954—1962).
- Александр Владимирович Анищенко — украинский медик, государственный деятель, министр здравоохранения Украины.
- Анна Валентиновна Ельская — учёный в области молекулярной биологии, доктор биологических наук (1975), профессор (1986), академик (1992; член-корреспондент с 1988) Национальной академии наук Украины, член Международной академии науки, промышленности, образования и искусства США (1996); Директор и заведующий отдела механизмов трансляции генетической информации Института молекулярной биологии и генетики НАН Украины; Премии имени А. В. Палладина (1979); Лауреат Государственной премии УССР в области науки и техники (1986).
- Максим Владимирович Степанов — украинский государственный и политический деятель. Министр здравоохранения Украины. Председатель Одесской областной государственной администрации.
- Равиль Сафович Сафиуллин — украинский политик и спортивный функционер, народный депутат Украины IV, V и VI созывов. Министр по делам семьи, молодежи и спорта (2010), Министр молодёжи и спорта (2013—2014).
- Алекса́ндр Ви́кторович Януко́вич — украинский предприниматель, по первому образованию — медик-стоматолог, а по второму полученному в Донецком национальном университете — экономист. Президент корпорации «Менеджмент ассетс компани», владелец благотворительного фонда «Александр Янукович». Старший сын бывшего четвёртого президента Украины Виктора Януковича.
- Владислав Константинович Гринь — доктор медицинских наук (1999), профессор, действительный член (академик) Национальной академии медицинских наук Украины, заслуженный врач Украины, лауреат Государственной премии Украины в области науки и техники (2013). Организатор науки и здравоохранения, кардиолог.
- Эмиль Яковлевич Фисталь — советский, украинский, донецкий, российский хирург-комбустиолог. Лауреат Государственной премии Украины в области науки и техники (2002).
- Анатолий Фёдорович Медведенко — советский, украинский врач-хирург, профессор, Доктор медицинских наук автор более 300 печатных научных работ, опубликованных в ведущих медицинских печатных изданиях СССР, России и Украины, 3 монографий, более 20 запатентованных авторских изобретений и более 100 рационализаторских предложений. Директор Донецкого Городского лазерного центра (до 2014г), профессор кафедры усовершенствования врачей, Хирургических болезней № 1 ФИПО Донецкого национального медицинского университета имени М. Горького.
- Юрий Дмитриевич Сергеев — советский и российский учёный, специалист в области медицинского права, член-корреспондент РАМН (2004), член-корреспондент РАН (2014).
- Виталий Германович Нахлупин — украинский и российский государственный деятель, предприниматель, стоматолог, политик.
- Александр Анатольевич Еременко — советский и российский анестезиолог и реаниматолог, член-корреспондент РАН (2016).
- Любовь Анатольевна Панченко — российский политический деятель, депутат Государственной думы второго созыва.
- Мартин Семенович Поляк — советский и украинский медик, кандидат медицинских наук.
- Никола́й Анто́нович Я́ицкий — советский и российский врач-хирург, крупный специалист-проктолог. Доктор медицинских наук, профессор. Ректор (1988—2008), а затем — президент 1-го ЛМИ им. акад. И. П. Павлова.

## Рейтинги и репутация
Донецкий национальный медицинский университет был признан лучшим медицинским университетом Украины в 2011 году. ДонНМУ постоянно занимал первое место среди украинских медицинских университетов с 2001 по 2016 год согласно рейтингу Министерства здравоохранения и Министерства образования Украины . В последних национальных рейтингах университетов (Топ-10 в Украине, 2019 и 2021 годы) ДонНМУ занял первое место среди лучших медицинских университетов и был 4-м лучшим университетом в целом в Украине.  Когда были включены другие показатели (например, цитирование Scopus и вебометрия), ДонНМУ им. Горького сохранил свой статус лучшего медицинского университета на Украине и в 2014 году. 
Благодаря качеству обучения и сравнительно низкой стоимости обучения ДонНМУ является привлекательным выбором среди украинских медицинских вузов для иностранцев. Донецкий национальный медицинский университет включен в медицинские справочники Всемирной организации здравоохранения (ВОЗ) и I-Медицинских школ.
На международном уровне Донецкий национальный медицинский университет занимает 3003-е место из 11 000 университетов мира по рейтингу uniRank  и 2021-е место в мировом рейтинге Webtronics.

## Кампус
Профессиональную подготовку студенты ДНМУ проходят на 26 специализированных базах (в том числе в донецких многопрофильных лечебно-профилактических организациях и научно-исследовательских институтах) и 28 высокооснащенных клинических базах (в том числе в центральных больницах г. Донецка) под руководством высококвалифицированных специалистов.
Донецкий национальный медицинский университет обеспечивает студентов общежитием и учебной базой. В студенческом городке имеется 13 учебных корпусов, в которых оборудованы 37 компьютерных классов и библиотеки, 9 студенческих общежитий с читальными залами и спортивными залами, здравпункт профилактического назначения, стадион, спортивно-оздоровительные комплексы.

## Персонал
В настоящее время общая численность профессорско-преподавательского состава Донецкого национального медицинского университета составляет 1147 человек. Среди них 150 профессоров и 243 доцента, ученое звание доктора и кандидата медицинских наук имеют соответственно 117 и 449 человек. Донецкий национальный медицинский университет — действительный член Национальной академии наук Украины и два члена-корреспондента АМН Украины, 4 лауреата Государственной премии Украины, 18 выдающихся деятелей науки и техники, 8 заслуженных врачей, 2 заслуженных работника образования Украины, 37 действительных членов международных и отраслевых академий наук, 1 Герой Украины.
1. ↑  Постанова Верховної Ради України № 88/95-ВР від 3 березня 1995 р. «Про перелік об'єктів, які не підлягають приватизації у зв’язку з їх загальнодержавним значенням». Дата обращения: 17 октября 2017. Архивировано 27 марта 2019 года.
2. ↑  Рейтинг высших учебных заведений стран СНГ
3. ↑  Наказ МОЗ України від 21.11.2014 № 876 "Про організацію діяльності Донецького національного медичного університету імені М. Горького". Дата обращения: 10 июня 2015. Архивировано из оригинала 20 апреля 2015 года.
4. ↑  Письмо №308 от 4.02.2015 года. Дата обращения: 10 июня 2015. Архивировано 11 июня 2015 года.
5. ↑  ОНИЩЕНКО ГЕННАДИЙ ГРИГОРЬЕВИЧ. Фракция «ЕДИНАЯ РОССИЯ». Дата обращения: 22 августа 2024. Архивировано 24 сентября 2022 года.
6. ↑  Рейтинг університетів України III, IV рівнів акредитації Топ-200 Україна у 2014 році (Ranking of UA universities with III, IV level of accreditation: Top-200 in Ukraine in 2013) (31 мая 2013). Дата обращения: 8 ноября 2014. Архивировано 16 апреля 2016 года.
7. ↑  Рейтинг університетів України III, IV рівнів акредитації Топ-200 Україна у 2014 році Архивная копия от 16 апреля 2016 на Wayback Machine Ranking of UA universities with III, IV level of accreditation: Top-200 in Ukraine in 2014,  date = 2014-5-30, euroosvita.net, accessdate=2014-11-08
8. ↑  Donetsk National Medical University | Ranking & Review. www.4icu.org. Дата обращения: 21 августа 2019. Архивировано 7 марта 2021 года.
9. ↑  Ukraine | Ranking Web of Universities: More than 28000 institutions ranked. www.webometrics.info. Дата обращения: 21 августа 2019. Архивировано 6 февраля 2017 года.